# جانيت أندرسون
جانيت أندرسون (بالإنجليزية: Janet Anderson)‏ هي لاعبة غولف أمريكية، ولدت في 10 مارس 1956 في West Sunbury, Pennsylvania ‏ في الولايات المتحدة.

## وصلات خارجية
- جانيت أندرسون على موقع رابطة لاعبات الغولف المحترفات (الإنجليزية)